# Nunspeet
Nunspeet este o comună și o localitate în provincia Gelderland, Țările de Jos. 

## Localități componente
Elspeet, Hulshorst, Nunspeet, Vierhouten.